# Мермин, Дэвид
Натаниэль Дэвид Мермин (англ. Nathaniel David Mermin; род. 30 марта 1935, Нью-Хейвен, Коннектикут) — американский физик, специалист по теоретической физике конденсированного состояния, основам квантовой физики и специальной теории относительности. Доктор философии (1961), эмерит-профессор Корнеллского университета, член Национальной АН США (1991) и Американского философского общества (2015) . Известен по теореме Мермина — Вагнера и как автор, вместе с Н. Ашкрофтом, переведенной на шесть языков, включая японский, немецкий, французский и русский, «Физики твердого тела» (1976), а также по колонке, которую вёл с 1988 по 2009 год в Physics Today.

## Биография
В Гарвардском университете получил степени бакалавра математики (1956, summa cum laude), магистра (1957) и доктора философии (1961) по физике. На протяжении двух лет являлся постдоком в английском Бирмингеме на кафедре математической физики Рудольфа Пайерлса, и года — в Калифорнийском университете в Сан-Диего у Вальтера Кона, впоследствии Нобелевского лауреата. В 1964 году поступил ассистент-профессором на кафедру физики Корнеллского университета, с 1967 года ассоциированный, с 1972 года профессор, с 1984 по 1990 год возглавлял университетскую физическую лабораторию Laboratory of Atomic and Solid State Physics, с 1990 года именной профессор (Horace White Professor) физики, в 2006 году ушёл в отставку как указанный именной эмерит-профессор.
С 1985 по 1989 год член консультативного совета Института теоретической физики Калифорнийского университета в Санта-Барбаре. Член исполнительного комитета Корнеллского центра материаловедения в 1980-х. В конце 1990-х и начале 2000-х член консультативного совета arXiv.org. Состоял в редколлегиях American Journal of Physics, Physics in Perspective, Studies in History and Philosophy of Modern Physics.
Член Американской академии искусств и наук (1988), фелло Американского физического общества (1970), член Американской ассоциации содействия развитию науки.
Увлекается игрой на фортепиано.
Женат на Дороти Мермин (род. 1936), также эмерит-профессоре Корнелла. Проживают они в Драйдене близ нью-йоркского Итаки.
Автор известного выражения к интерпретациям квантовой механики — «Заткнись и считай!» (ориг. англ. «Shut up and calculate!»).

## Награды и отличия
- Стипендия Слоуна (1966—1970)
- Стипендия Гуггенхайма (1970—1971)
- Премия Юлия Эдгара Лилиенфельда Американского физического общества (1989, первый удостоенный)
- Klopsteg Memorial Award[англ.], Американская ассоциация учителей физики (1994)
- Russell Distinguished Teaching Award Корнеллского университета (1997)
- Wolfgang-Paul-Vorlesung[нем.] (2002)
- Majoranapreis[нем.], EJTP Best Person in Physics (2010)
- Outstanding Referee Американского физического общества (2011)
- VIZE 97 Prize[англ.], Dagmar and Václav Havel Foundation (2017)[8]

## Книги
- Space and Time in Special Relativity (McGraw-Hill, New York, 1968)
- Solid State Physics, with N. W. Ashcroft, Holt, Rinehart and Winston, New York, 1976. Translations: Russian, М. : Мир, 1979; Japanese, 1981-2; Polish, 1986; German, 2001; French, 2002; Portuguese, 2011.
- Boojums all the Way Through (Cambridge University Press, 1990; переводы: японский, 1994)
- It’s About Time: Understanding Einstein’s Relativity (Princeton University Press, 2005; переводы: польский, 2008; румынский, 2009; немецкий, 2016; греческий, 2017)
- Quantum Computer Science (Cambridge University Press, 2007; переводы: японский, 2009; французский, 2010)
- Why Quark Rhymes with Pork: And Other Scientific Diversions (Cambridge University Press, 2016)